# Charles Beauclerk (11. książę St Albans)
Charles Victor Albert Aubrey de Vere Beauclerk (ur. 26 marca 1870, zm. 19 września 1934) – brytyjski arystokrata, najstarszy syn Williama Beauclerka, 10. księcia St Albans i lady Sybil Grey, córki generała-porucznika Charlesa Greya.
Jego rodzicami chrzestnymi byli królowa Wiktoria i Albert Edward Koburg, książę Walii. Charles od urodzenia nosił tytuł hrabiego Buford. Po śmierci ojca w 1898 r. odziedziczył tytuł księcia St Albans i zajął przynależne mu jako parowi Anglii miejsce w Izbie Lordów.
Wykształcenie odebrał w Eton College. Po zakończeniu nauki wstąpił do 1 regimentu Life Guards, osiągając w 1893 r. rangę podporucznika. W 1898 r. został kapitanem South Nottinghamshire Yeomanry. Później służył w 3 batalionie Royal Scots Regiment.
St Albans zmarł w wieku 64 lat. Nigdy się nie ożenił i nie pozostawił potomstwa. Tytuł książęcy przejął jego młodszy brat.